# Anything Goes (filme de 1936)
Anything Goes (br: Fuzarca a Bordo) é um filme estadunidense de 1936, do gênero comédia musical, dirigido por Lewis Milestone e estrelado por Bing Crosby. Apesar de ser uma adaptação do espetáculo de extraordinário sucesso na Broadway, escrito por Cole Porter, P. G. Wodehouse e Guy Bolton, o filme é pouco fiel ao original. Apenas duas canções sobreviveram (You're the Top e I Get a Kick Out of You), enquanto várias outras foram acrescentadas, inclusive de Hoagy Carmichael.
Refilmado em 1956, com o mesmo título, com um elenco também liderado por Crosby.

## Sinopse
Billy Crocker é um cantor que viaja clandestinamente no transatlântico que se dirige para Londres. Ele descobre que a bordo encontra-se Hope Harcourt, uma loura misteriosa por quem se apaixona. Descobre mais: que ela, na verdade,é uma rica herdeira que fugiu da Inglaterra e que agora está sendo reconduzida para lá. Para complicar, Hope também é objeto do desejo do importante Sir Evelyn Oakleigh, que, por sua vez, é perseguido pela cantora Reno Sweeney, amiga de Billy. Entre os passageiros, encontram-se ainda Moonface Mullins, inimigo público número 13, disfarçado de bispo e Bonnie Le Tour, esposa de E. J. Hill, inimigo público n.º 1, que perdera a hora. Um dia, inadvertidamente, Billy salva Moonface da polícia e, em reconhecimento, recebe dele o passaporte de E. J. Hill, cuja identidade ele, então, assume.[carece de fontes?]

## Elenco
| Ator/Atriz      | Personagem          |
| --------------- | ------------------- |
| Bing Crosby     | Bill Crocker        |
| Ethel Merman    | Reno Sweeney        |
| Charles Ruggles | Reverendo Moon      |
| Ida Lupino      | Hope Harcourt       |
| Grace Bradley   | Bonnie Le Tour      |
| Arthur Treacher | Sir Evelyn Oakleigh |
| Robert McWade   | Elisha J. Whitney   |
| Richard Carle   | Bispo Dobson        |
| Margaret Dumont | Sra. Wentworth      |
| Jack Mulhall    | Comissário de Bordo |

## Recepção
Para o revista brasileira Cinearte, o filme é "regular", exemplo de filme comum de um gênero em esgotamento, salvo pela beleza de Ida Lupino.